# Christa Schuenke

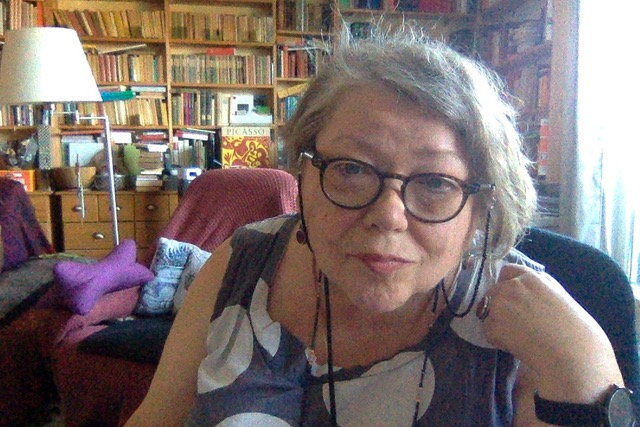
Selbstporträt von 2022

Christa Schuenke (* 30. Oktober 1948 in Weimar) ist eine mehrfach preisgekrönte deutsche literarische Übersetzerin. Sie lebt in Berlin.

## Leben
Schuenke studierte Englisch und Französisch am Dolmetscherinstitut der Leipziger Karl-Marx-Universität und Philosophie an der Berliner Humboldt-Universität. 1977 folgte der Abschluss als Dipl. Philosophin.
Seit 1978 hat sie ca. 150 literarische Werke aus dem Englischen ins Deutsche übersetzt, darunter sämtliche seit 1997 erschienenen Romane des irischen Schriftstellers und Bookerpreisträgers John Banville, außerdem zeichnet sie für viele Erst- und Neuübersetzungen klassischer Werke verantwortlich, zum Beispiel der Briefe von John Keats, der zwei letzten Romane von Herman Melville, sämtlicher Sonette von William Shakespeare, des Langgedichts The Raven von Edgar Allan Poe einschließlich des dazugehörigen Essays The Philosophy of Composition, des Romans Gullivers Reisen von Jonathan Swift, eines umfangreichen Teils des poetischen Gesamtwerks von William Butler Yeats, übersetzte darüber hinaus Prosa und Lyrik von zahlreichen britischen, schottischen, irischen und amerikanischen Autoren der Gegenwart und viele Theaterstücke. Aufsehen erregte ihre Übersetzung des Romans House of Leaves des amerikanischen Kultautors Mark Z. Danielewski, die 2007 im Verlag Klett-Cotta erschien. Im Herbst 2013 kam im selben Verlag ihre Übersetzung von Danielewskis Langgedicht The Fifty Year Sword heraus. Daneben leistete sie umfangreiche Lehr- und Vortragstätigkeit.
Sie ist seit 2001 Mitglied des PEN-Zentrums Deutschland, dessen Vizepräsidentin und „Writers-in-Exile“-Beauftragte sie von 2009 bis 2013 war. Von 2010 bis 2016 leitete sie im Lichtburgforum der Gartenstadt Atlantic den SALON EXIL, eine Veranstaltungsreihe in Kooperation mit dem PEN-Zentrum Deutschland, der Lichtburg-Stiftung der Gartenstadt Atlantic im Berliner Stadtteil Wedding, in der sechs bis acht Mal im Jahr Stipendiaten des „Writers-in-Exile“-Programms des PEN sowie andere in Deutschland lebende Exil-Autoren vorgestellt wurden, aber auch Schriftsteller, die Deutschland in der Zeit der NS-Herrschaft verlassen mussten und nach 1945 zurückgekehrt sind, sowie zeitgenössische deutsche Autoren, die das Exil zum Thema ihrer literarischen Arbeit machen.
Christa Schuenke ist die Mutter des deutschen Drehbuchautors Christoph Silber. Sie ist Mitglied im Verband deutschsprachiger Übersetzer literarischer und wissenschaftlicher Werke, VdÜ. Sie arbeitet mit am Germersheimer Übersetzerlexikon.

## Preise
- 1990: Eva-Bornemann-Stipendium
- 1997: Christoph-Martin-Wieland-Übersetzerpreis
- 2000: Stipendium der Calwer Hermann-Hesse-Stiftung
- 2001: Heinrich Maria Ledig-Rowohlt-Stipendium
- 2002: Translator-in-Residence am Europäischen Übersetzer-Kollegium, Straelen
- 2003: Straelener Übersetzerpreis der Kunststiftung NRW
- 2006: DAAD-Translator-in-Residence an der Heriot Watt University, Edinburgh

Des Weiteren zahlreiche Stipendien, unter anderem des Berliner Senats, des Deutschen Übersetzerfonds und des Deutschen Literaturfonds.

## Übersetzungen
- John Banville: Der Unberührbare, Köln 1997, Kiepenheuer & Witsch, ISBN 978-3-462-02638-2.
- John Banville: Geister, Köln 2000, Kiepenheuer & Witsch, ISBN 978-3-462-02874-4.
- John Banville: Sonnenfinsternis, Köln 2002, Kiepenheuer & Witsch, ISBN 978-3-462-03135-5.
- John Banville: Caliban, Köln 2004, Kiepenheuer & Witsch, ISBN 978-3-462-03364-9.
- John Banville: Die See, Köln 2006, Goldmann 2008, ISBN 978-3-442-46381-7.
- John Banville alias Benjamin Black: Nicht frei von Sünde, Köln 2007, Kiepenheuer & Witsch, ISBN 978-3-462-03768-5.
- John Banville alias Benjamin Black: Der silberne Schwan, Köln 2009, Kiepenheuer & Witsch, ISBN 978-3-462-04014-2.
- John Banville: Unendlichkeiten, Köln 2012, Kiepenheuer & Witsch, ISBN 978-3-462-04379-2.
- John Banville: Im Lichte der Vergangenheit, Köln 2014, Kiepenheuer & Witsch, ISBN 978-3-462-04595-6.
- John Banville: Die blaue Gitarre, Köln 2017, Kiepenheuer & Witsch, ISBN 978-3-462-05025-7.
- John Banville: Spaziergänge durch Dublin, Köln 2019, Kiepenheuer & Witsch, ISBN 978-3-462-05213-8.
- Ray Bradbury: Lange nach Mitternacht, Zürich 1997, Diogenes, ISBN 978-3-257-22985-1.
- Rebecca Brown: Annie Oakley’s girl, Wien [u. a.] 1998, Folio, ISBN 978-3-85256-090-8.
- Rebecca Brown: Die Gaben des Körpers, Wien [u. a.] 1999, Folio, ISBN 978-3-85256-114-1.
- Mavis Cheek: Wer zuletzt liebt, liebt am besten, Bergisch Gladbach 1995, Lübbe, ISBN 978-3-7857-0790-6.
- Mark Z. Danielewski: „Das Haus. House of Leaves“, Stuttgart 2009, btb, ISBN 978-3-442-73970-7.
- Mark Z. Danielewski: „Das Fünfzig-Jahr-Schwert“, Tropen-Verlag, Stuttgart 2013, ISBN 978-3-608-50126-1.
- John Donne: Zwar ist auch Dichtung Sünde, Leipzig 1982 (übersetzt zusammen mit Maik Hamburger), Reclam, ISSN 0722-8511.
- Francis Scott Fitzgerald: Der seltsame Fall des Benjamin Button, Zürich 2008, Diogenes, ISBN 978-3-257-23659-0.
- William Gibson: Mustererkennung, Stuttgart 2004 (übersetzt zusammen mit Cornelia Holfelder von der Tann), Klett-Cotta, ISBN 978-3-608-93658-2.
- Frederic V. Grunfeld: Rodin, Berlin 1993, Henschel Verlag in E. A. Seemann Henschel GmbH & Co. KG, ISBN 978-3-89487-187-1.
- Roland Beer (Hrsg.) Indische Stücke, Berlin 1989. Henschel, ISBN 978-3-362-00352-0.
- Kathak-Tanzensemble „Kadamb“, Republik Indien, Berlin 1987.
- John Keats: Richtmaß des Schönen, Leipzig 1985.
- James Kelman: Sieben Tage im Leben eines Rebellen, Wien [u. a.] 1994, Europa Verlag, ISBN 978-3-203-51198-6.
- James Kelman: Windhund zum Frühstück, Wien [u. a.] 1993, Europa Verlag, ISBN 978-3-203-51168-9.
- James Kelman: Zocker, Wien [u. a.] 1993, Europa Verlag, ISBN 978-3-203-51189-4.
- David Kent: Doppelmord in Fall River, Reinbek bei Hamburg 1993, Rowohlt Taschenbuch, ISBN 978-3-499-19544-0.
- Lucette Matalon Lagnado: Die Zwillinge des Dr. Mengele, Reinbek bei Hamburg 1994, Rowohlt Taschenbuch, ISBN 978-3-499-19532-7.
- Chang-rae Lee: Turbulenzen, Köln 2004, Fischer 2006, ISBN 978-3-596-16471-4.
- Andrew Lindsay: Karneval der Bäcker, Stuttgart 2001, Klett-Cotta, ISBN 978-3-608-93068-9.
- Paul Lynch: Grace, Stuttgart 2021, Freies Geisteslebenb, ISBN 978-3-7725-3022-7.
- Richard Mabey: Die Heilkraft der Natur, Berlin 2018, Matthes & Seitz Berlin, ISBN 978-3-95757-463-3.
- Richard Mabey: Das Varieté der Pflanzen. Botanik und Fantasie, Berlin 2019, Matthes & Seitz Berlin, ISBN 978-3-95757-695-8.
- Bernard de Mandeville: Die Bienenfabel oder Private Laster als gesellschaftliche Vorteile, Leipzig [u. a.] 1988 (übersetzt zusammen mit Helmut Findeisen), C H Beck, ISBN 978-3-406-32978-4.
- Reinhard Matz: Die unsichtbaren Lager, Reinbek bei Hamburg 1993 (übersetzt zusammen mit Klaus Staemmler), Rowohlt Taschenbuch, ISBN 978-3-499-19388-0.
- Herman Melville: Maskeraden oder Vertrauen gegen Vertrauen, Leipzig 1991, Sammlung Dietrich V.-G., ISBN 978-3-7350-0143-6.
- Herman Melville: Pierre oder Die Doppeldeutigkeiten, München 2002, Hanser, Carl, ISBN 978-3-446-17121-3.
- Alan A. Milne: Ich und du, der Bär heißt Pu, Zürich 1999, Sanssouci, ISBN 978-3-7254-1148-1.
- Jawaharlal Nehru: Anmerkungen zur Zeitgeschichte, Leipzig [u. a.] 1985, Kiepenheuer.
- Jawaharlal Nehru: Sowjetrußland, Berlin 1989.
- Christopher Nolan: Fünf Felder grün, Dornach 2006, Futurum, ISBN 978-3-85636-171-6.
- Robert Nye: Mrs Shakespeares gesammelte Werke, Köln 1999, Kiepenheuer u Witsch, ISBN 978-3-462-02821-8.
- Edgar Allan Poe: Der Rabe, Berlin 1996, Corvinus-Presse, ISBN 978-3-910172-36-4.
- Karen Ruoff: Academia, Hamburg 2021, Argument Verlag mit Ariadne, ISBN 978-3-86754-407-8.
- William Shakespeare: The Sonnets/Die Sonette, Straelen 1994; seit 1999 als Taschenbuch bei dtv erhältlich, Deutscher Taschenbuch-Verlag, ISBN 978-3-423-12491-1.
- Isaac Bashevis Singer: Schatten über dem Hudson, München [u. a.] 2000, Hanser, Carl, ISBN 978-3-446-19852-4.
- Muriel Spark: Wenn Du Talent hast für die Liebe. Die Gedichte, Zürich 2012, Diogenes, ISBN 978-3-257-06671-5.
- Leader Stirling: Missionsarzt in Afrika, Berlin 1986 (übersetzt zusammen mit Renate Kühne), Union-Verlag, ISBN 978-3-372-00043-4.
- Jonathan Swift: Gullivers Reisen, Zürich 2006, Manesse, ISBN 978-3-7175-9018-7.
- Opal Whiteley: Die wundersame Welt der Opal Whiteley, Dornach 2005, Futurum, ISBN 978-3-85636-164-8.
- Robert McLiam Wilson: Eureka Street, Belfast, Frankfurt am Main 1997, S. Fischer, ISBN 978-3-10-049210-4.
- Caspar Wintermans: Lord Alfred Douglas, München 2001 (Übersetzung der Gedichte von Bosy, Fließtext übersetzt von Christiane Kuby und Herbert Post), Blessing, ISBN 978-3-89667-165-3.
- Dornford Yates: Toter Winkel, München 1994, Heyne, ISBN 978-3-453-07888-8.
- James Edward Young: Beschreiben des Holocaust, Frankfurt am Main 1992, Jüdischer Verlag, ISBN 978-3-633-54055-6.

## Sonstige Werke
- Das Pynchon-Mysterium. Reihe: Unübersetzbar, #3. In: Literarischer Monat, 33, Juli 2018, Schwerpunktheft über literarische Übersetzung, mit weiteren Beiträgen von Miriam Mandelkow, Peter Torberg, Ulrich Blumenbach und Barbara Sauser. Online